# Orden zlatne ostruge
Orden zlatne ostruge, papinski orden. Jedan je od petorih papinskih ordena.
 Hijerarhijski se nalazi iza Vrhovnog ordena Krista, a ispred Ordena bl. Pija IX., Ordena sv. Grgura Velikog i Ordena sv. Silvestra. Ustanovljen je 1539. godine. Danas ga Vatikan vrlo rijetko dodjeljuje, a nakon odredabâ iz 1966. godine, smije se njime odlikovati samo šefove državâ.